# Arry (Mosela)
Arry é uma comuna francesa na região administrativa do Grande Leste, no departamento de Mosela. Estende-se por uma área de 6.88 km², e possui 561 habitantes, segundo o censo de 2018, com uma densidade de 82 hab/km².